# Лучшие годы молодости
«Лучшие годы молодости» (итал. La meglio gioventù) — итальянский фильм, снятый в 2003 году Марко Туллио Джорданой. Транслировался по итальянскому государственному телеканалу «Rai Uno» с 7 по 15 декабря 2003 года.

## Сюжет
Фильм «Лучшие годы молодости» представляет собой историю итальянской семьи Карати, охватывающую период с 1966 по 2003 год.

## Награды
Фильм завоевал более 20 национальных и международных наград в области кинематографии и приз Каннского кинофестиваля за 2003 год.

## В ролях
| Актер                | Роль                     |
| -------------------- | ------------------------ |
| Луиджи Ло Кашо       | Никола Карати            |
| Алессио Бони         | Маттео Карати            |
| Жасмин Тринка        | Джорджа                  |
| Сония Бергамаско     | Джулия Монфалько         |
| Андреа Тидона        | Анджело Карати, отец     |
| Адриана Асти         | Адриана Карати, мать     |
| Майя Санса           | Мирелла Утано            |
| Фабрицио Джифуни     | Карло Томмази            |
| Клаудио Джоэ         | Витале Микави            |
| Валентина Карнелутти | Франческа Карати         |
| Лидия Витале         | Джованна Карати          |
| Миммо Миньеми        | Саро,отец Джорджи        |
| Риккардо Скамарчо    | Андреа Утано             |
| Камилла Филиппи      | Сара Карати              |
| Паоло Бонанни        | Луиджи                   |
| Нила Карнелутти      | Франческа Карати в 8 лет |
| Грета Кавуоти        | Сара Карати в 8 лет      |
| Сара Павончелло      | Сара Карати в 5 лет      |
| Франческо Ла Маккья  | Андреа Утано в 6 лет     |
| Тереза Вадем         | Тереза                   |